# Tân Hội, Giang Môn
Tân Hội (chữ Hán giản thể: 新会区, âm Hán Việt: Tân Hội khu) là một quận thuộc địa cấp thị Giang Môn, tỉnh Quảng Đông, Cộng hòa Nhân dân Trung Hoa. Tân Hội có diện tích 1387,02 km², dân số 735.500 người, mật độ dân số 530,3 người/km². Về mặt hành chính, quận Tân Hội được chia thành 1 nhai đạo và 10 trấn.
- Nhai đạo biện sự xứ: Hội Thành.
- Trấn: Đại Trạch, Ty Tiền, La Hàng, Song Thủy, Nhai Môn, Sa Đôi, Cổ Tỉnh, Tam Giang, Mục Châu, Đại Ngao.